# Holmskioldia sanguinea

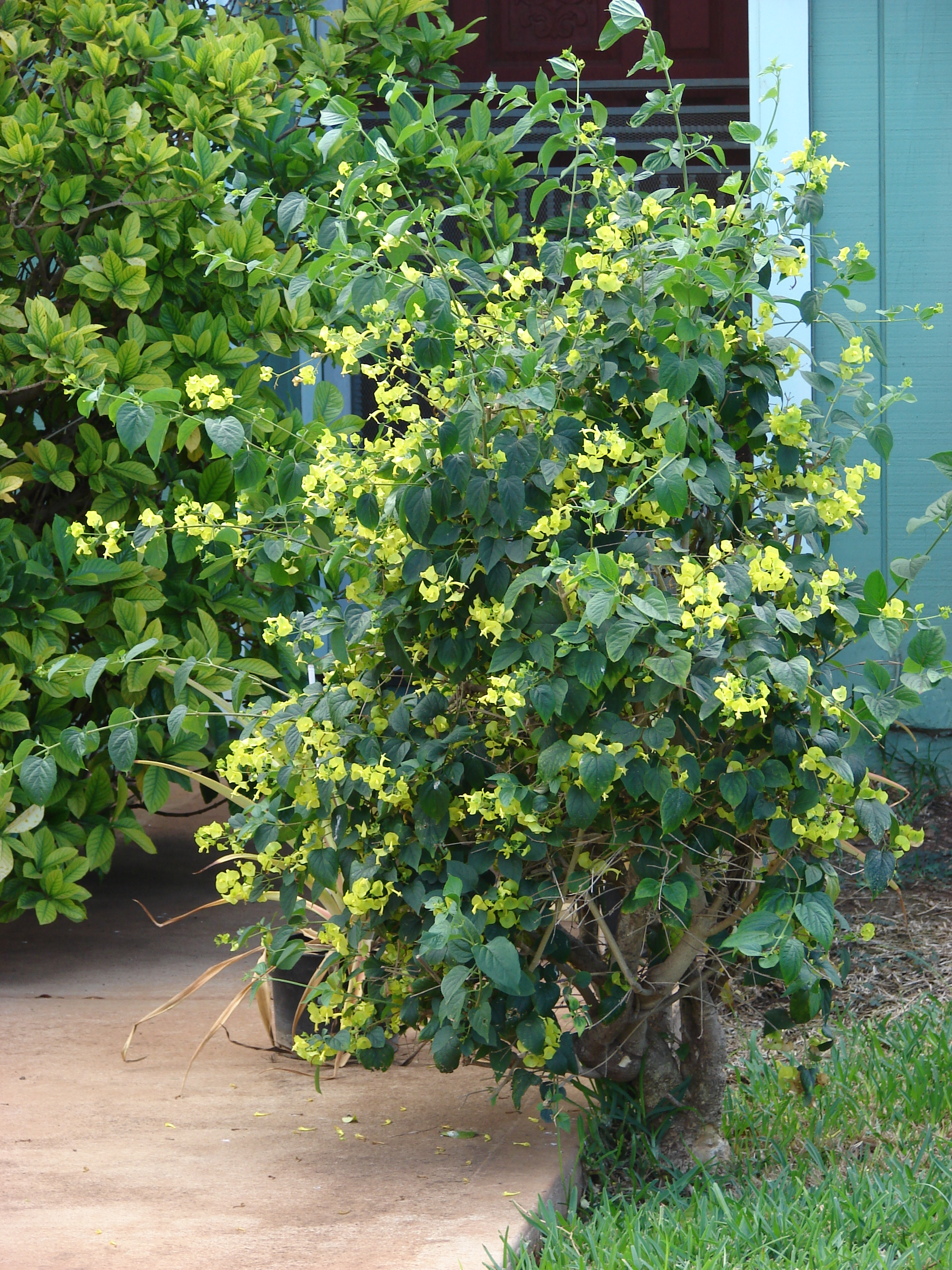
Gelb blühende Varietät

Holmskioldia sanguinea  oder die Chinesenhutpflanze ist eine Pflanzenart in der Familie der Lippenblütler aus dem Himalaya, Indien, Nepal bis nach Myanmar. Es ist die einzige Art der Gattung Holmskioldia.

## Beschreibung
Holmskioldia sanguinea wächst als immergrüner, weitläufiger Strauch bis zu 10 Meter hoch.
Die einfachen und gestielten Laubblätter sind gegenständig. Die gesägten bis gezähnten oder fast ganzrandigen bis gekerbten, eiförmigen bis dreieckigen oder manchmal leicht herzförmigen, fast kahlen Blätter sind zugespitzt bis geschwänzt. Die Basis ist spitz bis gestutzt und die Blätter sind drüsenbesetzt, punktiert.
Es werden kurze und zymöse bis traubige, end- oder achselständige Blütenstände gebildet. Die gestielten, roten bis orange-roten, zwittrigen Blüten sind fünfzählig mit doppelter Blütenhülle. Der auffällige, gefärbte, schwach behaarte Kelch ist breit trichterförmig, ganz bis schwach gelappt verwachsen mit scheiben-, tellerförmigem Saum. Die Krone ist schmal trichterförmig, mit langer, gebogener, außen leicht behaarter bis kahler Kronröhre und kurzen, ungleichen Lappen, zwei seitliche kleiner und einer, der vordere ist vergrößert. Die 4 vorstehenden Staubblätter in der Kronröhre sind didynamisch. Der gelappte, drüsig-warzige Fruchtknoten ist oberständig mit langem Griffel und zweilappiger Narbe. Es ist ein dünner Diskus ausgebildet.
Es werden Klausenfrüchte mit drüsig-warzigen, leicht fleischigen Klausen im vergrößerten Kelch gebildet.

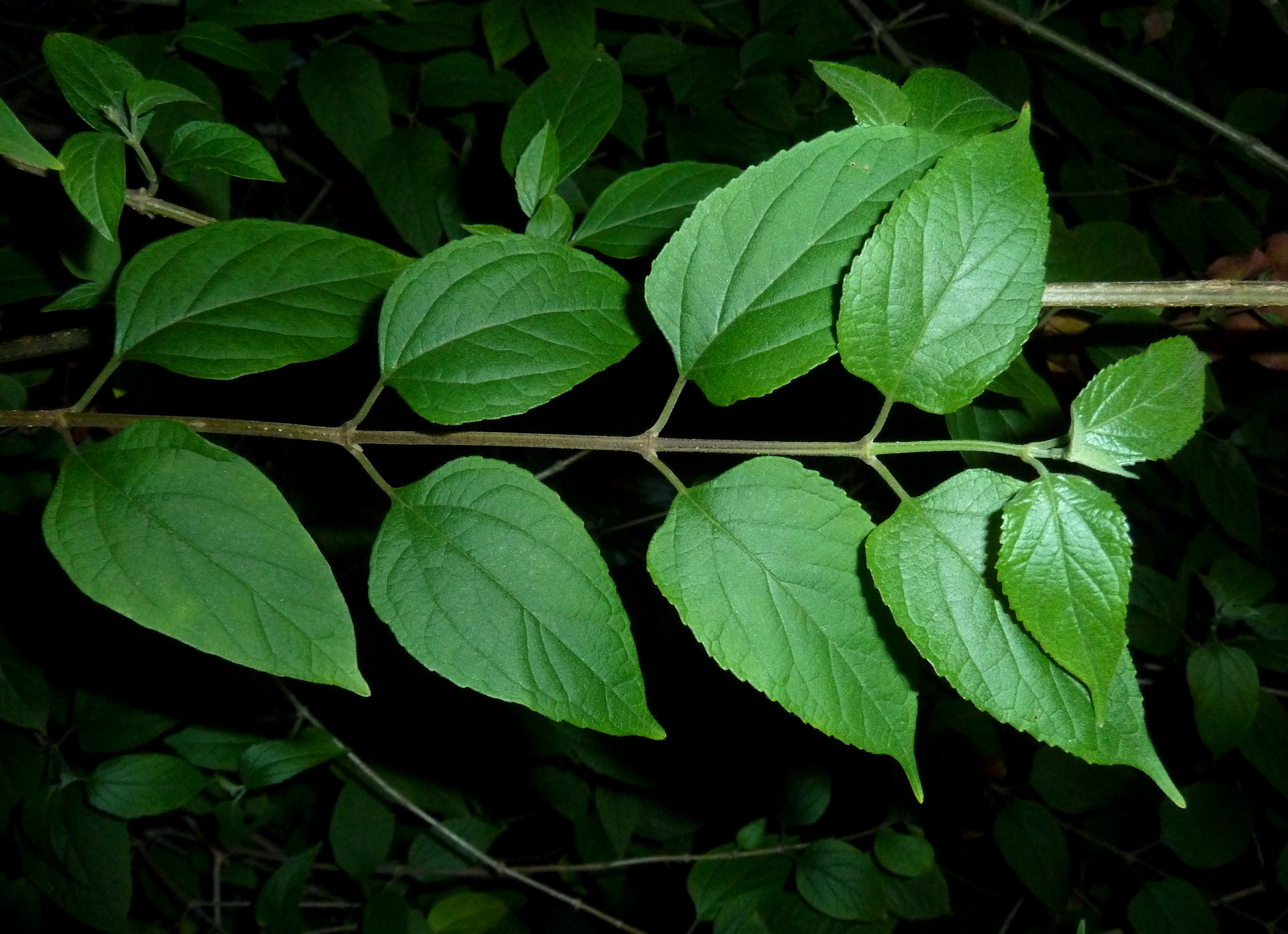
Blätter
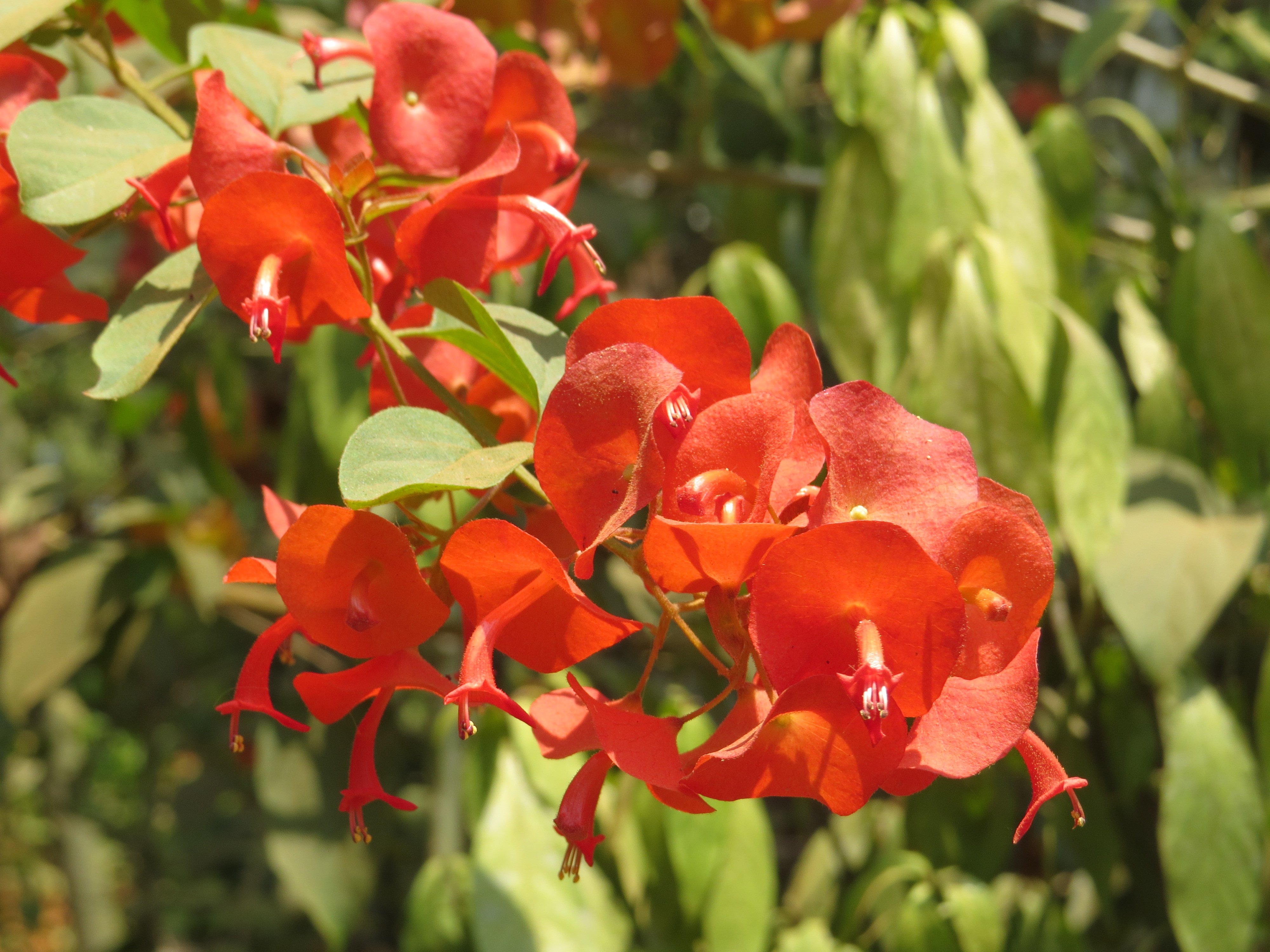
Blütenstand
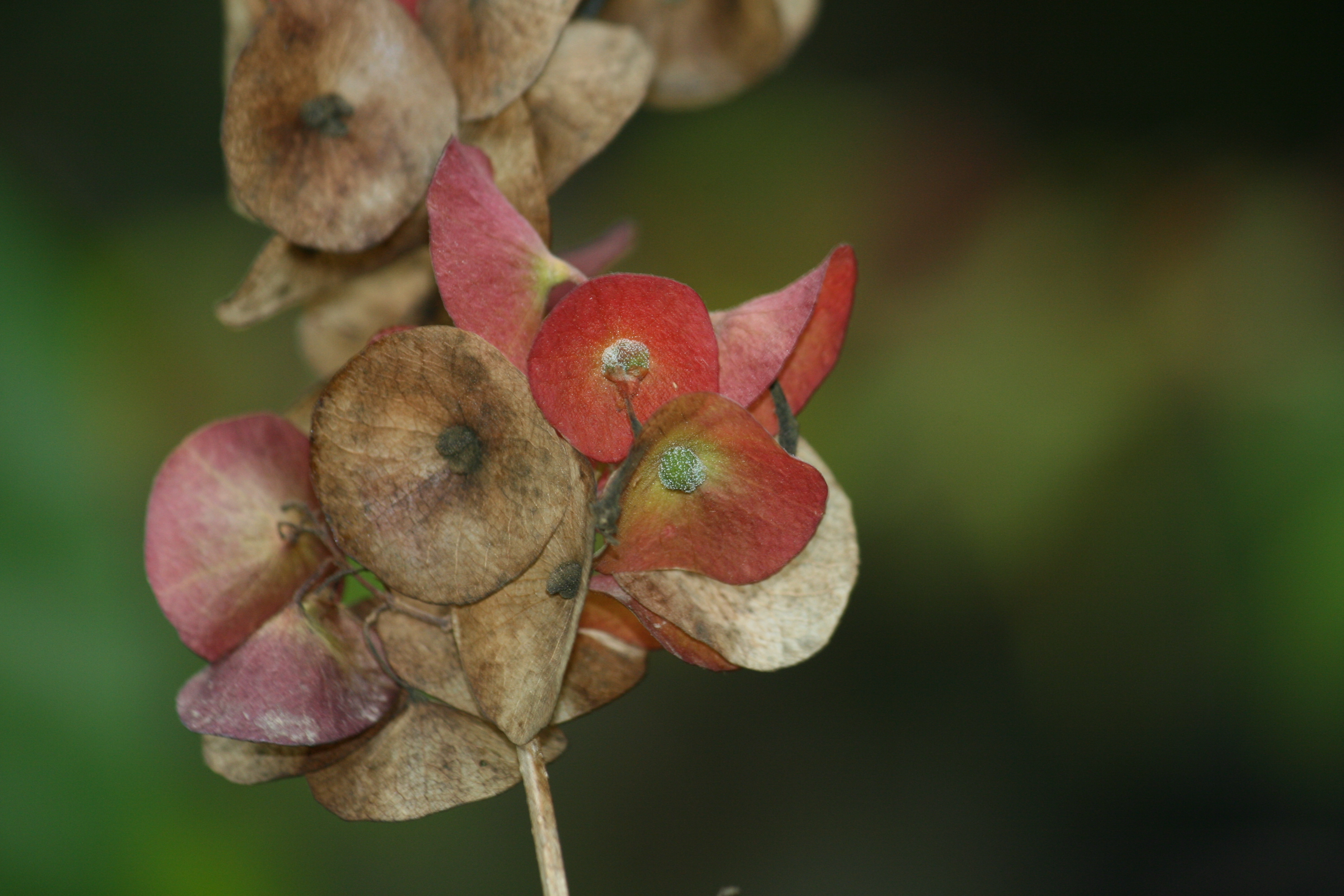
Fruchtstand

Es gibt auch Varietäten die gelb oder bronzefarben blühen. Die Pflanzen werden auch als Hecken genutzt. Die Blüten werden auch zur Herstellung von Leis auf Hawaii verwendet. Ähnliche Blüten besitzt Karomia speciosa (Syn.: Holmskioldia speciosa).